# DN19A
De DN19A (Drum Național 19A of Nationale weg 19A) is een weg in Roemenië. Hij loopt van de Hongaarse grens via Satu Mare naar Supuru de Sus. De weg is 61 kilometer lang.

## Europese wegen
De volgende Europese weg loopt met de DN19A mee:
- Satu Mare - Supuru de Sus (gehele lengte)